# Lista de aeroportos do Japão

## Lista
| CIDADE                        | PREFEITURA   | ICAO | IATA | NOME DO AEROPORTO                                                                                     | WEB SITES                    |
| ----------------------------- | ------------ | ---- | ---- | --- | ---------------------------- |
| Aeroportos de primeira classe |              |      |      | |                              |
| Izumisano                     | Osaka        | RJBB | KIX  | Aeroporto Internacional de Kansai                                                                     | {web} {pdf}                  |
| Narita                        | Chiba        | RJAA | NRT  | Aeroporto Internacional de Chiba                                                                      | {web} {pdf}                  |
| Ōta                           | Tokyo        | RJTT | HND  | Aeroporto Internacional de Tóquio (Haneda)                                                            | {web} {pdf}                  |
| Tokoname                      | Aichi        | RJGG | NGO  | Aeroporto Internacional de Chubu Centrair (Centrair)                                                  | {web} {pdf}                  |
| Toyonaka, Ikeda, Itami        | Osaka, Hyōgo | RJOO | ITM  | Aeroporto Internacional de Osaka (Itami)                                                              | {web} {pdf}                  |
| Aeroportos de segunda classe  |              |      |      | |                              |
| Akita                         | Akita        | RJSK | AXT  | Aeroporto de Akita                                                                                    | {web} {pdf}                  |
| Asahikawa                     | Hokkaidō     | RJEC | AKJ  | Aeroporto de Asahikawa                                                                                | {web} {pdf}                  |
| Chitose                       | Hokkaidō     | RJCC | CTS  | Novo Aeroporto de Chitose                                                                             | {web} {pdf}                  |
| Fukuoka                       | Fukuoka      | RJFF | FUK  | Aeroporto de Fukuoka                                                                                  | {web} {pdf}                  |
| Hakodate                      | Hokkaidō     | RJCH | HKD  | Aeroporto de Hakodate                                                                                 | {web} {pdf}                  |
| Higashine                     | Yamagata     | RJSC | GAJ  | Aeroporto de Yamagata                                                                                 | {web} {pdf}                  |
| Kitakyushu                    | Fukuoka      | RJFR | KKJ  | Novo Aeroporto Kitakyushu                                                                             | {web} {pdf}                  |
| Kunisaki                      | Ōita         | RJFO | OIT  | Aeroporto de Oita                                                                                     | {web} {pdf}                  |
| Kushiro                       | Hokkaidō     | RJCK | KUH  | Aeroporto de Kushiro                                                                                  | {web} {pdf}                  |
| Mashiki                       | Kumamoto     | RJFT | KMJ  | Aeroporto de Kumamoto                                                                                 | {web} {pdf}                  |
| Matsuyama                     | Ehime        | RJOM | MYJ  | Aeroporto de Matsuyama                                                                                | {web} {pdf}                  |
| Mihara                        | Hiroshima    | RJOA | HIJ  | Aeroporto de Hiroshima                                                                                | {web} {pdf}                  |
| Miyazaki                      | Miyazaki     | RJFM | KMI  | Aeroporto de Miyazaki                                                                                 | {web} {pdf}                  |
| Kirishima                     | Kagoshima    | RJFK | KOJ  | Aeroporto de Kagoshima                                                                                | {web} {pdf}                  |
| Naha                          | Okinawa      | ROAH | OKA  | Aeroporto de Naha                                                                                     | {web} {pdf}                  |
| Nankoku                       | Kochi        | RJOK | KCZ  | Aeroporto de Kochi                                                                                    | {web}[ligação inativa] {pdf} |
| Natori                        | Miyagi       | RJSS | SDJ  | Aeroporto de Sendai                                                                                   | {web1} {web2} {pdf}          |
| Niigata                       | Niigata      | RJSN | KIJ  | Aeroporto de Niigata                                                                                  | {web} {pdf}                  |
| Obihiro                       | Hokkaidō     | RJCB | OBO  | Aeroporto de Obihiro (Tokachi-Obihiro)                                                                | {web} {pdf}                  |
| Omura                         | Nagasaki     | RJFU | NGS  | Aeroporto de Nagasaki                                                                                 | {web} {pdf}                  |
| Takamatsu                     | Kagawa       | RJOT | TAK  | Aeroporto de Takamatsu                                                                                | {web} {pdf}                  |
| Ube                           | Yamaguchi    | RJDC | UBJ  | Aeroporto de Yamaguchi Ube                                                                            | {web} {pdf}                  |
| Wakkanai                      | Hokkaidō     | RJCW | WKJ  | Aeroporto de Wakkanai                                                                                 | {web} {pdf}                  |
| Yao                           | Osaka        | RJOY |      | Aeroporto de Yao                                                                                      | {pdf}                        |
| Aeroportos de terceira classe |              |      |      | |                              |
| Aguni                         | Okinawa      | RORA | AGJ  | Aeroporto de Aguni                                                                                    | {pdf}                        |
| Amami Ōshima                  | Kagoshima    | RJKA | ASJ  | Aeroporto de Amami                                                                                    | {pdf}                        |
| Aomori                        | Aomori       | RJSA | AOJ  | Aeroporto de Aomori                                                                                   | {web} {pdf}                  |
| Gotō                          | Nagasaki     | RJFE | FUJ  | Aeroporto de Goto-Fukue                                                                               | {web} {pdf}                  |
| Hachijojima                   | Tokyo        | RJTH | HAC  | Aeroporto de Hachijojima                                                                              | {web} {pdf}                  |
| Makinohara/Shimada            | Shizuoka     |      |      | Aeroporto de Shizuoka (em construção)                                                                 | {web} {pdf}                  |
| Hanamaki                      | Iwate        | RJSI | HNA  | Aeroporto de Hanamaki                                                                                 | {web} {pdf}                  |
| Harue                         | Fukui        | RJNF | FKJ  | Aeroporto de Fukui                                                                                    | {pdf}                        |
| Hikawa                        | Shimane      | RJOC | IZO  | Aeroporto de Izumo                                                                                    | {web} {pdf}                  |
| Ie                            | Okinawa      | RORE | IEJ  | Aeroporto de Iejima                                                                                   | {pdf}                        |
| Iki                           | Nagasaki     | RJDB | IKI  | Aeroporto de Iki                                                                                      | {pdf}                        |
| Ishigaki                      | Okinawa      | ROIG | ISG  | Aeroporto de Ishigaki                                                                                 | {web} {pdf}                  |
| Ishigaki                      | Okinawa      |      |      | Novo Aeroporto de Ishigaki (em construção)                                                            |                              |
| Izu Ōshima                    | Tokyo        | RJTO | OIM  | Aeroporto de Oshima                                                                                   | {web} {pdf}                  |
| Kawasoe                       | Saga         | RJFS | HSG  | Aeroporto de Saga                                                                                     | {pdf}                        |
| Kikai                         | Kagoshima    | RJKI | KKX  | Aeroporto de Kikai                                                                                    | {pdf}                        |
| Kita Akita                    | Akita        | RJSR | ONJ  | Aeroporto de Odate-Noshiro                                                                            | {web} {pdf}                  |
| Kitadaito                     | Okinawa      | RORK | KTD  | Aeroporto de Kita-Daito                                                                               | {pdf}                        |
| Kobe                          | Hyōgo        | RJBE | UKB  | Aeroporto de Kobe                                                                                     | {web} {pdf}                  |
| Kozushima                     | Tokyo        | RJAZ |      | Aeroporto de Kozushima                                                                                | {web} {pdf}                  |
| Kumejima                      | Okinawa      | ROKJ | UEO  | Aeroporto de Kumejima                                                                                 | {pdf}                        |
| Masuda                        | Shimane      | RJOW | IWJ  | Aeroporto de Iwami                                                                                    | {web} {pdf}                  |
| Matsumoto                     | Nagano       | RJAF | MMJ  | Aeroporto de Matsumoto                                                                                | {web} {pdf}                  |
| Memanbetsu                    | Hokkaidō     | RJCM | MMB  | Aeroporto de Memanbetsu                                                                               | {web} {pdf}                  |
| Minamidaito                   | Okinawa      | ROMD | MMD  | Aeroporto de Minami-Daito (New Minamidaito)                                                           | {pdf}                        |
| Miyakejima                    | Tokyo        | RJTQ | MYE  | Aeroporto de Miyakejima                                                                               | {web} {pdf}                  |
| Miyakojima                    | Okinawa      | RORS | SHI  | Aeroporto de Shimojishima                                                                             | {pdf}                        |
| Miyako-jima                   | Okinawa      | ROMY | MMY  | Aeroporto de Miyako                                                                                   | {pdf}                        |
| Monbetsu                      | Hokkaidō     | RJEB | MBE  | Aeroporto de Monbetsu (Okhotsk-Monbetsu)                                                              | {pdf}                        |
| Nakashibetsu                  | Hokkaidō     | RJCN | SHB  | Aeroporto de Nakashibetsu                                                                             | {web} {pdf}                  |
| Niijima                       | Tokyo        | RJAN |      | Aeroporto de Niijima                                                                                  | {web} {pdf}                  |
| Ojika                         | Nagasaki     | RJDO |      | Aeroporto de Ojika (Nagasaki Ojika)                                                                   | {web} {pdf}                  |
| Okayama                       | Okayama      | RJOB | OKJ  | Aeroporto de Okayama                                                                                  | {web} {pdf}                  |
| Okinoshima                    | Shimane      | RJNO | OKI  | Aeroporto de Oki                                                                                      | {web} {pdf}                  |
| Okushiri                      | Hokkaidō     | RJEO | OIR  | Aeroporto de Okushiri                                                                                 | {web} {pdf}                  |
| Rebun                         | Hokkaidō     | RJCR | RBJ  | Aeroporto de Rebun                                                                                    | {web} {pdf}                  |
| Rishirifuji                   | Hokkaidō     | RJER | RIS  | Aeroporto de Rishiri                                                                                  | {web} {pdf}                  |
| Sado Island                   | Niigata      | RJSD | SDS  | Aeroporto de Sado                                                                                     | {web} {pdf}                  |
| Sakata                        | Yamagata     | RJSY | SYO  | Aeroporto de Shonai                                                                                   | {web} {pdf}                  |
| Shinkamigoto                  | Nagasaki     | RJDK |      | Aeroporto de Kamigoto                                                                                 | {pdf}                        |
| Shirahama                     | Wakayama     | RJBD | SHM  | Aeroporto de Nanki-Shirahama                                                                          | {web} {pdf}                  |
| Taketomi                      | Okinawa      | RORH | HTR  | Aeroporto de Hateruma                                                                                 | {pdf}                        |
| Tamakawa                      | Fukushima    | RJSF | FKS  | Aeroporto de Fukushima                                                                                | {web} {pdf}                  |
| Tanegashima                   | Kagoshima    | RJFG | TNE  | Novo Aeroporto de Tanegashima                                                                         | {pdf}                        |
| Tarama                        | Okinawa      | RORT | TRA  | Aeroporto de Tarama                                                                                   | {pdf}                        |
| Tarama                        | Okinawa      |      |      | Novo Aeroporto de Tarama (under construction)                                                         |                              |
| Tokunoshima                   | Kagoshima    | RJKN | TKN  | Aeroporto de Tokunoshima                                                                              | {pdf}                        |
| Tottori                       | Tottori      | RJOR | TTJ  | Aeroporto de Tottori                                                                                  | {web} {pdf}                  |
| Toyama                        | Toyama       | RJNT | TOY  | Aeroporto de Toyama                                                                                   | {web1} {web2} {pdf}          |
| Tsushima                      | Nagasaki     | RJDT | TSJ  | Aeroporto de Tsushima                                                                                 | {pdf}                        |
| Wadomari                      | Kagoshima    | RJKB | OKE  | Aeroporto de Okinoerabu                                                                               | {pdf}                        |
| Wajima                        | Ishikawa     | RJNW | NTQ  | Aeroporto de Noto                                                                                     | {web} {pdf}                  |
| Yakushima                     | Kagoshima    | RJFC | KUM  | Aeroporto de Yakushima                                                                                | {pdf}                        |
| Yonaguni                      | Okinawa      | ROYN | OGN  | Aeroporto de Yonaguni                                                                                 | {pdf}                        |
| Yoron                         | Kagoshima    | RORY | RNJ  | Aeroporto de Yoron                                                                                    | {pdf}                        |
| Zamami                        | Okinawa      | ROKR | KJP  | Aeroporto de Kerama                                                                                   | {pdf}                        |
| Outros aeroportos             |              |      |      | |                              |
| Amakusa                       | Kumamoto     | RJDA |      | Aeroporto de Amakusa                                                                                  | {web} {pdf}                  |
| Bungo-ōno                     | Ōita         | ROIT |      | Aeroporto de Oitakenou                                                                                | {pdf}                        |
| Chitose                       | Hokkaidō     | RJCJ |      | Chitose Base Aérea                                                                                    |                              |
| Chōfu                         | Tokyo        | RJTF |      | Aeroporto de Chofu                                                                                    | {web} {pdf}                  |
| Fussa                         | Tokyo        | RJTY | OKO  | Base Aerea de Yokota                                                                                  | {web}                        |
| Ginowan                       | Okinawa      | ROTM |      | Marine Corps Air Station Futenma                                                                      | {web}                        |
| Hiroshima                     | Hiroshima    | RJBH | HIW  | Base Aerea de Hiroshima-Nishi                                                                         | {web} {pdf}                  |
| Iwakuni                       | Yamaguchi    | RJOI |      | Marine Corps Air Station Iwakuni                                                                      | {web}                        |
| Kasaoka                       | Okayama      |      |      | Kasaoka Airfield                                                                                      |                              |
| Komatsu                       | Ishikawa     | RJNK | KMQ  | Aeroporto de Komatsu                                                                                  | {web} {pdf}                  |
| Makurazaki                    | Kagoshima    |      |      | Aeroporto de Makurazaki                                                                               | {web} {pdf}                  |
| Matsushige                    | Tokushima    | RJOS | TKS  | Aeroporto de Tokushima                                                                                | {web} {pdf}                  |
| Misawa                        | Aomori       | RJSM | MSJ  | Base Aérea de Misawa / Misawa Airport                                                                 | {web} {pdf}                  |
| Nagoya                        | Aichi        | RJNA | NKM  | Nagoya Airfield (Komaki)                                                                              | {web} {pdf}                  |
| Okayama                       | Okayama      |      |      | Aeroporto de Kounan                                                                                   | {pdf}                        |
| Okinawa                       | Okinawa      | RODN | DNA  | Base Aérea de Kadena                                                                                  | {web}                        |
| Omitama                       | Ibaraki      | RJAH |      | Hyakuri Airfield (base militar; serviços aéreos civis sobre construção; a abrir como Ibaraki Airport) | {pdf}                        |
| Sapporo                       | Hokkaidō     | RJCO | OKD  | Aeroporto de Okadama (Sapporo Okadama)                                                                | {web} {pdf}                  |
| Toyooka                       | Hyōgo        | RJBT | TJH  | Tajima Airport                                                                                        | {web} {pdf}                  |
| Teshikaga                     | Hokkaidō     |      |      | Teshikaga Airport                                                                                     | {pdf}                        |
| Yonago                        | Tottori      | RJOH | YGJ  | Miho-Yonago Airport                                                                                   | {web} {pdf}                  |